# سازمان توسعه و نوسازی معادن و صنایع معدنی ایران
سازمان توسعه و نوسازی معادن و صنایع معدنی ایران، شناخته‌شده به عنوان ایمیدرو، شرکت هلدینگ دولتی فعال در بخش معدن ایران است. ایمیدرو دارای ۸ شرکت اصلی و ۵۵ شرکت عملیاتی در زمینه صنایع فولاد، آلومینیوم، مس، سیمان و مواد معدنی می‌باشد.
در سال ۲۰۰۲ کارکنان ایمیدرو و شرکت‌های تابعه آن ۴۹٬۳۰۰ نفر، ارزش کل دارایی‌ها آن‌ها ۳۳٫۵ هزار میلیارد ریال، ارزش گردش مالی سالانه شرکت‌های تابعه ۳٬۲۳۰ میلیارد ریال و صادرات ۴۴۸ میلیون دلار برآورد شده‌است.

## منتفی شدن ورود ایمیدرو به بورس
علیرضا صالح، رئیس سازمان خصوصی‌سازی از آماده‌سازی طرحی براساس تصمیم دولت برای واگذاری سهام ایمیدرو در بورس خبر داد و اعلام کرد که اجرای طرح نیاز به تصویب هیئت وزیران دارد که احتمال دارد تا شهریورماه این سهام عرضه می‌شود. رئیس سابق سازمان توسعه و نوسازی معدن و صنایع معدنی ایران، ورود ایمیدرو به بورس را اقدامی عجولانه و غیر کارشناسی دانست و خواستار مخالفت دولت با عرضه سهام ایمیدرو شد. مدیر اقتصادی و توسعه سرمایه‌گذاری ایمیدرو نیز اردیبهشت ماه اعلام کرد واگذاری ایمیدرو از دستور کار دولت خارج شده‌است در فروردین ۱۳۹۹ غریب‌پور تنها به تأمین مالی جزئی پروژه‌ها اشاره کرد و از بررسی پیشنهادهای تأمین مالی از طریق بورس برای یکی از طرح‌های بزرگ ایمیدرو خبر داد و اعلام کرد مقرر شده برای طرح‌های زنجیره فولاد که در اختیار شرکت ملی فولاد است، پیشنهاد تأمین مالی از بورس به شرکت ملی فولاد ارایه شود.

## شرکت‌های اصلی
- شرکت آلومینیوم ایران (IRALCO)
- شرکت ملی فولاد ایران (NISCO)
- شرکت فولاد مبارکه اصفهان (MSC)
- شرکت فولاد خوزستان (KSC)
- شرکت سهامی ذوب‌آهن اصفهان (ESCO)
- شرکت ملی صنایع مس ایران (NICICO)
- شرکت ملی سرب و روی ایران (NILZCO)
- شرکت احداث صنعت (ESC) - ساخت کارخانه سیمان
- شرکت تهیه و تولید مواد معدنی ایران (IMPASCO)
- مؤسسه آموزش و پژوهش وزارت صنایع و معادن (ITR)
- منطقه ویژه اقتصادی صنایع معدنی و فلزی خلیج فارس (PGSEZ)
- منطقه ویژه اقتصادی صنایع انرژی بر لامرد (LSEZ)
- مجتمع فولاد قائنات
- مجتمع فولاد میانه
- آلومینای ایران-جاجرم
- شرکت ایریتک